# Villa (Familienname)
Villa ist ein Familienname.

## Namensträger
- Alexander de Villa Dei (um 1170–um 1240), normannischer Schriftsteller
- Amelia Chopitea Villa (1900–1942), bolivianische Medizinerin
- Bernardo Villa-Ramirez (1911–2006), mexikanischer Mammaloge
- Brenda Villa (* 1980), US-amerikanische Wasserballspielerin
- Celso Torrelio Villa (1933–1999), bolivianischer General und Politiker, Präsident 1981 bis 1982
- Christophe Villa (* 1980), französischer Sänger (Countertenor)
- Claudio Villa (1926–1987), italienischer Sänger und Schauspieler
- Claudio Villa (Comiczeichner) (* 1959), italienischer Comiczeichner
- Constantino Gómez Villa (1891–1981), spanischer römisch-katholischer Ordensgeistlicher, Apostolischer Vikar von Caroní
- Damián Villa (* 1990), mexikanischer Taekwondoin
- David Villa (* 1981), spanischer Fußballspieler
- Edoardo Villa (1915–2011), südafrikanischer Bildhauer
- Eduardo Villa (1953–2023), US-amerikanischer Sänger (Tenor)
- Emanuel Villa (* 1982), argentinischer Fußballspieler
- Erich Villa (* 1935), deutscher Maler, Grafiker und Bildhauer
- Francesco Villa (* 1933), italienischer Motorradrennfahrer und Unternehmer
- Francisco Villa (1878–1923), mexikanischer General, siehe Pancho Villa
- Franco Villa († 2009), italienischer Kameramann
- Gabriel Ángel Villa Vahos (* 1962), kolumbianischer Geistlicher, Erzbischof von Tunja
- Germán Villa (* 1973), mexikanischer Fußballspieler
- Germán Villa Gaviria (1911–1992), kolumbianischer Geistlicher, Erzbischof von Barranquilla
- Giacomo Villa (* 2002), italienischer Radrennfahrer
- Giorgio Villa (* 1954), italienischer Rallye-Raid- und Rennboot-Fahrer
- Gonzalo de Villa y Vásquez (* 1954), spanischer Ordensgeistlicher, Erzbischof von Santiago de Guatemala
- Heitor Villa-Lobos (1887–1959), brasilianischer Komponist und Dirigent
- Ismo Villa (* 1954), finnischer Eishockeyspieler
- Javier Villa (* 1987), spanischer Automobilrennfahrer
- Javier Martín de Villa (* 1981), spanischer Skibergsteiger
- José Villa (Dichter) (* 1966), argentinischer Dichter
- José Villa Soberón (* 1950), kubanischer Bildhauer und Hochschullehrer
- José Moreno Villa (1887–1955), spanischer Literat, Künstler und Hochschullehrer
- Joy Villa (* 1991), US-amerikanische Schauspielerin und Sängerin
- Juan Camilo Villa (* 1983), kolumbianischer Jazz- und Weltmusiker
- Juan Fernández la Villa (* 1985), spanischer Hockeyspieler
- Kyllikki Villa (1923–2010), finnische Schriftstellerin und Übersetzerin
- León Villa (* 1960), kolumbianischer Fußballspieler
- Lucha Villa (* 1936), mexikanische Schauspielerin und Sängerin
- Ludwig von Villa-Secca (1822–1894), österreichischer Politiker, Gutsbesitzer und Geflügelzüchter
- Luis Manuel Villa (Luisma; * 1989), spanischer Fußballspieler
- Marco Villa (Radsportler) (* 1969), italienischer Radrennfahrer
- Marco Villa (Fußballspieler) (* 1978), deutscher Fußballspieler
- Maria Luisa Villa Gutiérrez (* 14. Mai 1973), spanische Fußballschiedsrichterassistentin
- Mark Villa, niederländischer Musikproduzent und DJ
- Matt Villa, Filmeditor
- Mónica Villa (* 1954), argentinische Schauspielerin
- Óscar González Villa (1949–2015), kolumbianischer Geistlicher
- Pancho Villa (Francisco Villa; 1878–1923), mexikanischer General
- Pancho Villa (Boxer) (1901–1925), philippinischer Boxer
- Paula-Irene Villa Braslavsky (* 1968), deutsch-argentinische Soziologin
- Primo Villa Michel (1893–1970), mexikanischer Diplomat
- Ricardo Villa (* 1952), argentinischer Fußballspieler
- Roberto Villa (1915–2002), italienischer Schauspieler und Synchronsprecher
- Romain Villa (* 1985), französischer Radrennfahrer
- Sebastián Villa (* 1992), kolumbianischer Wasserspringer
- Silvano Villa (* 1951), italienischer Fußballspieler
- Tommaso Villa (1829–1915), italienischer Politiker
- Victor Villa (* 1988), mexikanischer Fußballspieler
- Vidar Villa (* 1989), norwegischer Sänger
- Walter Villa (1943–2002), italienischer Motorradrennfahrer
- Zach Villa (* 1986), US-amerikanischer Musiker und Schauspieler